# Хеј, Словени
Хеј, Словени је пансловенска патриотска песма из прве половине 19. века, химна младих соколског спортског и политичког пансловенског друштва. У 20. веку, коришћена је као државна химна прва Словачке републике за време Другог светског рата, од 1939. до 1945. године, и као химна СФР Југославије од 1945. до 1992. године. Формирањем Савезне Републике Југославије, Хеј, Словени је постала химна те државе, а касније и химна Србије и Црне Горе. Данас није у службеној употреби.

## Историја

### Хеј, Словаци
Песму је написао словачки свештеник, песник и историчар Само Томашик док је био у посети Прагу 1834. године. Био је револтиран због тога што се немачки језик чешће чуо на улицама Прага од чешког. Томашик је записао у свој дневник:
У матици Прагу, бисеру западнословенског света, који ће бити изгубљен у Немачком мору, шта чека моја драга домовина, Словачка, која гледа у Праг као духовног васпитача? Узнемирен том мишљу, сетио сам се старе пољске песме Jeszcze Polska nie zginęła, póki my żyjemy [Пољска није нестала догод ми живимо]. Та позната мелодија је изазвала да моје срце избаци Hej, Slovaci, ešte naša slovenska reč žije (Хеј, Словаци, наш словачки језик још живи)… Отрчао сам у своју собу, запалио свећу и написао три верзије у мој дневник. Песма је завршена у тренутку.— Дневник Сама Томашика, недеља, 2. новембар 1834.

### Пансловенска химна
Томашик је ускоро изменио стихове да би укључио све Словене и Хеј, Словени је постала врло позната песма која је подржавала пансловенски национализам и пансловенска осећања, посебно у словенским земљама којима је владала Аустрија. Музика је компонована за Свесловенски конгрес у Прагу 1848. године. Песма је штампана у бројним магазинима и календарима и певала се на политичким скуповима, постајући незванична химна пансловенског покрета.
Њена популарност се наставила увећавати када је усвојена као званична химна Соколског друштва, који је заснован на пансловенским идеалима и био је активан широм Аустроугарске. Подизање споменика словеначком песнику Франце Прешерну у Љубљани 1905. велика маса људи славила је певањем Хеј, Словени. Током Првог светског рата, песму су често користили словенски војници са супротстављених страна да разговарају заједничким националним осећањима и да избегну проливање крви. Многи словеначки и хрватски припадници Соколског покрета који су били регрутовани у аустроугарску војску су се добровољно предавали српским и руским војницима и често су прелазили на њихову страну. Песма се са њима проширила по Балкану и Русији и остала је популарна у међуратном периоду.

### Словачка химна
У Словачкој, песма Хеј, Словаци је сматрана за незваничну химну Словака кроз модерну историју, посебно у временима револуција. Иако је након Првог светског рата песма „Над Татрама сева” постала званична словачка химна у Чехословачкој и опет 1993. у независној Словачкој, песма се још увек сматра као друга химна од стране многих. Она је била званична химна Словачке током Другог светског рата.

### СФР Југославија
Силе Осовине су напале Краљевину Југославију 1941. и победили је у краткотрајном Априлском рату. Пошто је међуратна химна, која се састојала из химни Срба (Боже правде), Хрвата (Лијепа наша домовино) и Словенаца (Напред заставо славе), имала много референци на краља и краљевство, антимонархистички и комунистички партизани предвођени Јосипом Брозом Титом су одлучили да је одбаце и усвоје Хеј, Словени. Песма је певана и на Првом и Другом заседању АВНОЈ-а, законодавног тела партизанског покрета и постепено је постајала сматрана за националну химну нове Југославије.
Стара химна је званично напуштена након ослобођења 1945, али нова химна није била званично усвојена. Било је више покушаја да се промовишу нове, више „југословенске” песме као национална химна (попут „Свечане песме” Мире Алечковић и Николе Херцигоње или „Химне ФНРЈ” Чедомира Миндеровића), али ниједна није добила већу подршку јавности и „Хеј Словени” се наставила (незванично) користити. Законом о употреби грба, заставе и химне СФРЈ од 22. априла 1977. формално је уређен статус химне „Хеј Словени” када је озваничена њена привремена употреба док Скупштина СФРЈ не утврди нову химну. Тек 1988, посебним амандманом на савезни устав, „Хеј Словени” постаје званична химна СФР Југославије.

### СР Југославија (Србија и Црна Гора)
Након распада СФРЈ током 1991—1992, када су само Србија и Црна Гора остале у федерацији, Хеј, Словени је настављена да се користи као званична химна Савезне Републике Југославије. Држави је 2003. промењено име у Србија и Црна Гора и очекивало се да ће бити усвојена нова химна, али пошто није донет споразум око националних симбола, Хеј, Словени је остала химна државне заједнице.
Пошто је Црна Гора постала независна 2006, ово питање је решено и „Хеј, Словени” није више коришћена као званична химна држава наследница.